# Schickedanz Open 2008
Lo Schickedanz Open 2008 è stato un torneo di tennis facente parte della categoria ATP Challenger Series nell'ambito dell'ATP Challenger Series 2008. Il torneo si è giocato a Fürth in Germania dal 2 all'8 giugno 2008 su campi in terra rossa e aveva un montepremi di €42 500+H.

## Vincitori

### Singolare
Daniel Köllerer ha battuto in finale  Santiago Giraldo con il punteggio di 6–1 6–3

### Doppio
Philipp Marx /  Alexander Peya hanno battuto in finale  Daniel Köllerer /  Frank Moser con il punteggio di 6–3 6–3